# Virginia Square–GMU (Metro de Washington)
Virginia Square–GMU es una estación en las líneas Naranja y Plata del Metro de Washington, administrada por la Autoridad de Tránsito del Área Metropolitana de Washington. La estación se encuentra localizada en 3600 Fairfax Drive en Arlington, Virginia. La estación Virginia Square–GMU fue inaugurada el 1 de diciembre de 1979.

## Descripción
La estación Virginia Square–GMU cuenta con 2 plataformas laterales. La estación también cuenta con 12 espacios para bicicletas y con 32 casilleros.

## Conexiones
La estación es abastecida por las siguientes conexiones de autobuses: 
- Rutas del MetroBus, The Bus